# Greimuth
Greimuth är en bergstopp i Österrike.   Den ligger i distriktet Liezen och förbundslandet Steiermark, i den centrala delen av landet, 200 km väster om huvudstaden Wien. Toppen på Greimuth är 1 769 meter över havet.
Terrängen runt Greimuth är bergig åt nordost, men åt sydväst är den kuperad. Närmaste större samhälle är Bad Aussee, 6,3 km söder om Greimuth. 
Trakten runt Greimuth består i huvudsak av gräsmarker. Runt Greimuth är det ganska glesbefolkat, med 25 invånare per kvadratkilometer.